# 柳枝稷
柳枝稷（學名：Panicum virgatum）是禾本科黍属多年生草本植物，容易繁殖，草梗粗壯，高度達3米。分佈於美國德克薩斯州草原地區至加拿大。

## 用途
柳枝稷可作为生物质能源生产的原料，作为土壤保护的地面覆盖物，控制水土流失。它还可以用作饲料，以及作为生物降解塑料的原料。牛类经营主用它作为牧场干草。此外它还可以替代小麦秸秆，成为牲畜垫料、草包住房，以及作为种植蘑菇的基质。
- 纖維素乙醇

纖維素乙醇比玉米乙醇更能減低碳排放。種植柳枝稷的成本比種植玉米便宜；但是目前生產纖維素乙醇的成本仍然比較高。
- 直接燃燒

柳枝稷可以直接燃燒取得能源，目前已經有辦法克服空氣污染問題，柳枝稷可以取代（部分）煤炭使用。
- 水土保持

柳枝稷的根很深，可以用作水土保持。種植柳枝稷也可以增加土壤的有機質含量。
- 飼料

柳枝稷是優良的牛飼料，但是對馬、綿羊跟山羊有毒。
- 保育

種植柳枝稷的土地非常適合野鳥生存。